# 阿韦拉
阿韦拉（義大利語：Avella），是意大利阿韦利诺省的一个市镇。总面积30.38平方公里，人口7836人，人口密度257.9人/平方公里（2009年）。ISTAT代码为064007。